# 伊犁芒柄花
伊犁芒柄花（学名：Ononis antiquorum）为豆科芒柄花属下的一个种。